# Pölkenstraße 34 (Quedlinburg)

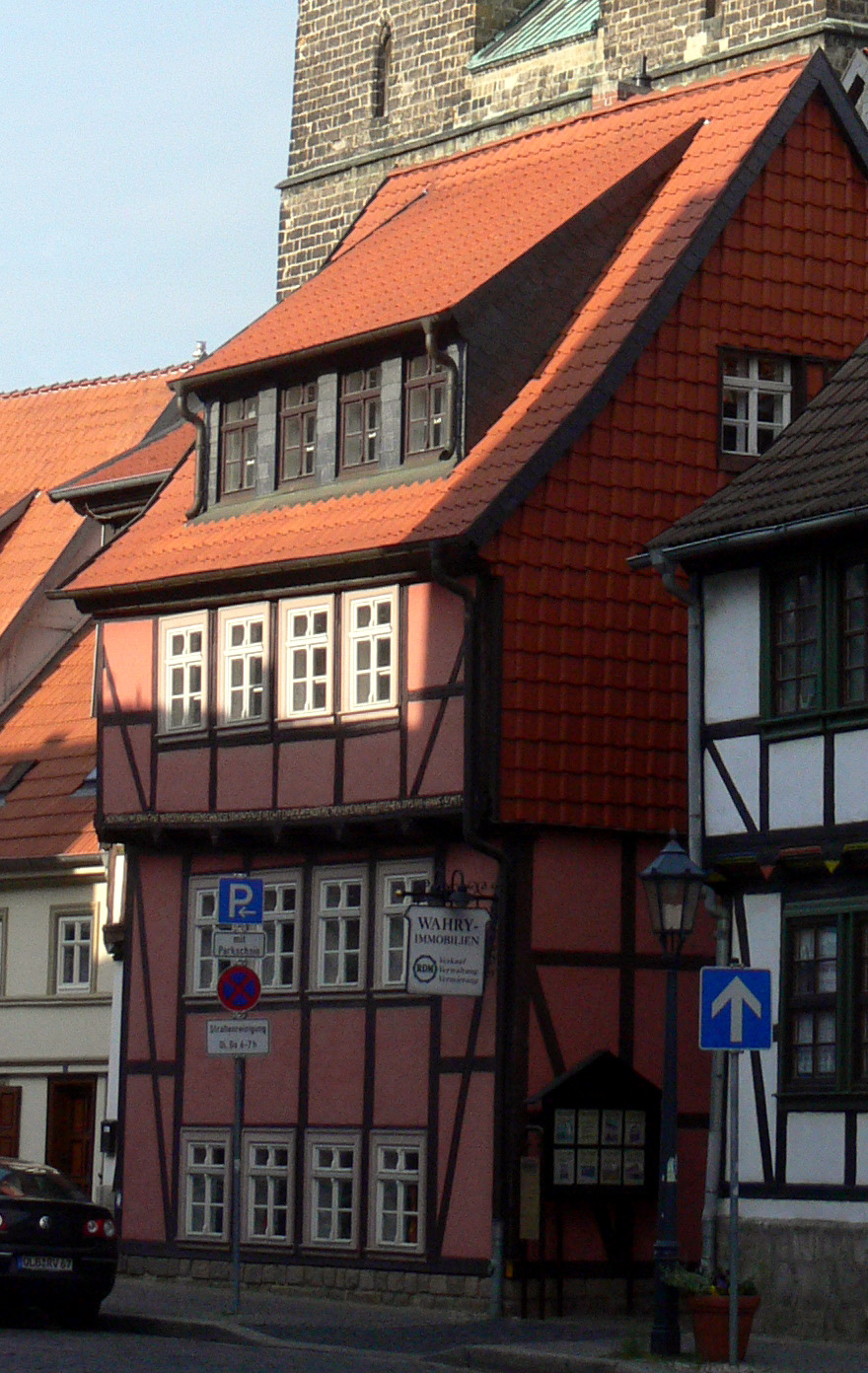
Haus Pölkenstraße 34

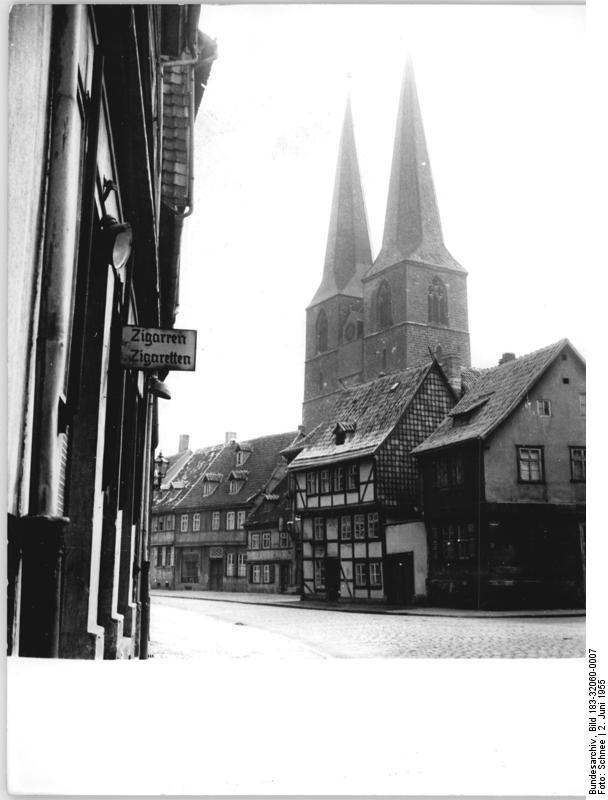
Blick auf die Pölkenstraße 34 im Jahr 1955

Das Haus Pölkenstraße 34  ist ein denkmalgeschütztes Gebäude in der Stadt Quedlinburg in Sachsen-Anhalt.

## Lage
Es befindet sich in der historischen Neustadt Quedlinburgs und gehört zum UNESCO-Weltkulturerbe. Städtebaulich ist es durch seine markante Lage an einer zum Neustädter Kirchhof führenden Gasse von besonderer Bedeutung. Es ist im Quedlinburger Denkmalverzeichnis als Wohnhaus eingetragen.

## Architektur und Geschichte
Das dreigeschossige Fachwerkhaus entstand nach einer Bauinschrift im Jahr 1653. Die Inschrift ist heute nicht mehr leserlich, wurde jedoch vom Heimatforscher Adolf Brinkmann überliefert. Sie war erhaben aus dem Holz herausgearbeitet. An der Fachwerkfassade finden sich altertümlich wirkende, stilisierte Taustäbe. Darüber hinaus bestehen Eckstreben und Pyramidenbalkenköpfe. An der Schwelle ist ein Inschriftenband eingearbeitet.